# Becki Newton
Rebecca Sara "Becki" Newton (New Haven, Connecticut; 4 de julio de 1978) es una actriz estadounidense.
Su trabajo más conocido ha sido su participación en la serie estadounidense Ugly Betty, como Amanda Tanen. También formó parte del elenco de How I Met Your Mother, su personaje era una estríper llamada Quinn y la pareja formal de Barney (Neil Patrick Harris).
- Wikimedia Commons alberga una categoría multimedia sobre Becki Newton.

- Datos: Q234152
- Multimedia: Becki Newton / Q234152